# Daria Khaltourina
Daria Andreyevna Khaltourina (em russo:  Дáрья Андрéевна Халтýрина; nascida em 4 de janeiro de 1979 em Chelyabinsk) é uma socióloga, antropóloga, demógrafa e figura pública russa. Ela é a chefe do Grupo de Monitoramento de Riscos Globais e Regionais da Academia Russa de Ciências, co-presidente da Coalizão Russa para Controle do Álcool, bem como da Coalizão Russa para Controle do Tabaco. Ela é laureada com o Prêmio da Fundação de Apoio à Ciência Russa na indicação "Os Melhores Economistas da Academia Russa de Ciências" (2006).

## Modelagem matemática da dinâmica global
Nesta área, ela propôs uma das explicações matemáticas mais convincentes para o argumento do juízo final de Heinz von Foerster. Em colaboração com seus colegas, Artemy Malkov e Andrey Korotayev, ela mostrou que, até a década de 1970, o crescimento hiperbólico da população mundial era acompanhada pelo crescimento quadrático-hiperbólico do Produto Interno Bruto (PIB) mundial, e desenvolveu uma série de modelos matemáticos descrevendo tanto esse fenômeno, e a retirada da Teoria do Sistema Mundo do regime blow-up observado nas últimas décadas. O crescimento hiperbólico da população mundial e o crescimento quadrático-hiperbólico do PIB mundial observados até a década de 1970, foram correlacionados por ele e seus colegas a um feedback positivo não linear de segunda ordem entre o crescimento demográfico e o desenvolvimento tecnológico que pode ser descrito como segue: crescimento tecnológico – aumento da capacidade de carga da terra para as pessoas – crescimento demográfico – mais pessoas – mais inventores potenciais – aceleração do crescimento tecnológico – crescimento acelerado da capacidade de suporte – crescimento populacional mais rápido – crescimento acelerado do número de inventores potenciais – crescimento tecnológico mais rápido – daí o crescimento mais rápido da capacidade de carga da Terra para as pessoas, e assim por diante.

## Crise demográfica russa

"Cruz Russa"; a curva preta reflete a dinâmica da taxa de mortalidade, a corresponde à taxa de natalidade (por mil)

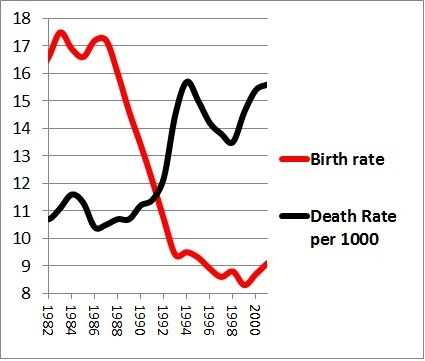
"Cruz russa"; a curva preta reflete a dinâmica da taxa de mortalidade, a corresponde à taxa de natalidade (por mil)

Em colaboração com Andrey Korotayev, ela fez uma contribuição significativa para o estudo dos fatores da atual crise demográfica russa. Eles demonstraram que a Rússia pós-soviética experimenta uma das maiores prevalências mundiais de problemas relacionados ao álcool, o que contribui para altas taxas de mortalidade nessa região. A redução dos problemas relacionados ao álcool na Rússia pode ter fortes efeitos no declínio da mortalidade. Eles analisaram a plausibilidade da aplicação dos princípios gerais da política do álcool traduzidos na Federação Russa. Khaltourina mostrou que as abordagens da política do álcool podem ser implementadas da mesma forma que em outros países. Além disso, de acordo com Khaltourina, deve haver atenção especial à diminuição do consumo de bebidas destiladas, produção ilegal de álcool, consumo de álcool sem bebidas e aplicação das regulamentações governamentais atuais. No final de 2014, eles previram corretamente que o crescimento da mortalidade na Rússia começaria no início de 2015.

## Mitos, genes e história profunda
Khaltourina foi também um dos pioneiros (juntamente com Andrey Korotayev) no estudo da correlação entre distribuições espaciais de motivos folclóricos-mitológicos e marcadores genéticos, bem como características linguísticas e socioestruturais, e produziu nesta área resultados significativos no que diz respeito a profundo reconstrução da história. Como é notado por Julien d'Huy et al., "Korotayev e Khaltourina mostraram correlação estatística entre distribuições espaciais de motivos mitológicos e marcadores genéticos, consideravelmente acima dos 4 000 quilômetros... Tais correlações nos permitem reconstruir em detalhes a mitologia... trazida para o Novo Mundo do sul da Sibéria por três ondas de migração paleolíticas".

## Alfabetização e o Espírito do Capitalismo

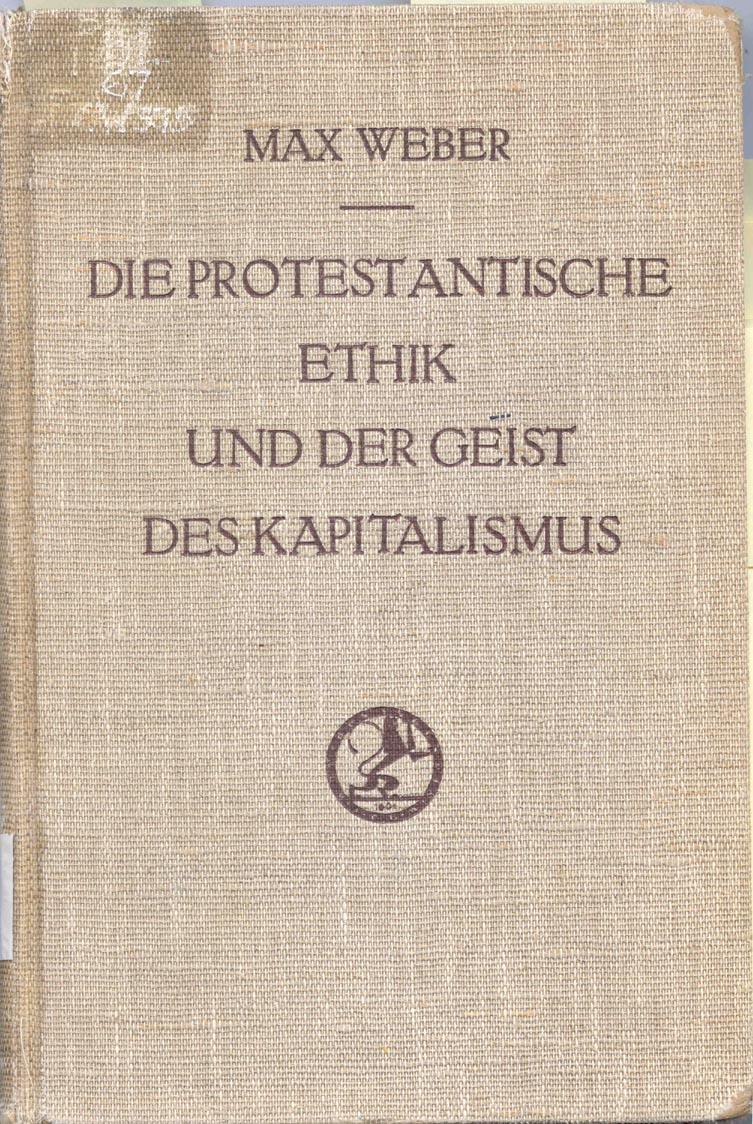
A Ética Protestante e o Espírito do Capitalismo, título da obra de Max Weber em português

Khaltourina e seus colegas demonstraram que o protestantismo, de fato, influenciou positivamente o desenvolvimento capitalista dos respectivos sistemas sociais não tanto através da "ética protestante" (como foi sugerido por Max Weber), mas pela promoção da alfabetização.
Eles chamam a atenção para o fato de que a capacidade de ler era essencial para os protestantes (ao contrário dos católicos) cumprirem seu dever religioso – ler a Bíblia. A leitura da Sagrada Escritura não era necessária para leigos católicos. O édito do Sínodo de Toulouse (1229) proibia os leigos católicos de possuírem cópias da Bíblia. Logo depois, uma decisão do Sínodo de Estragão espalhou essa proibição também para os eclesiásticos. Em 1408, o Sínodo de Oxford proibiu absolutamente as traduções da Sagrada Escritura. Desde o início, os grupos protestantes não aceitaram essa proibição. Assim, Lutero traduziu em 1522-1534 primeiro o Novo Testamento, e depois o Antigo Testamento, para o alemão, para que qualquer pessoa de língua alemã pudesse ler a Sagrada Escritura em sua língua nativa. Além disso, os protestantes viam a leitura da Sagrada Escritura como um dever religioso de qualquer cristão. Como resultado, o nível de alfabetização e educação foi, em geral, maior para os protestantes do que para os católicos e para os seguidores de outras confissões que não forneciam estímulos religiosos para a alfabetização. Demonstrou-se que as populações alfabetizadas têm muito mais oportunidades de obter e utilizar as conquistas da modernização do que as analfabetas. Por outro lado, as pessoas alfabetizadas podem ser caracterizadas por um maior nível de atividade inovadora, que oferece oportunidades de modernização, desenvolvimento e crescimento econômico. Testes empíricos realizados por Korotayev e seus colegas confirmaram a presença de uma correlação bastante forte e altamente significativa entre a introdução precoce da alfabetização em massa e as subsequentes altas taxas de desenvolvimento econômico capitalista.

## Obras publicadas
Ela é autora de mais de 120 publicações acadêmicas. Estas incluem:
- Introduction to Social Macrodynamics (KomKniga/ URSS, 2006, com Andrey Korotayev e Artemy Malkov). (em inglês)
- Халтурина Д. А., Коротаев А. В. Русский крест: Факторы, механизмы e пути преодоления демографического кризиса в России . — М.: КомКнига/URSS, 2006. (em russo)
- Халтурина Д. À. Мусульмане Москвы. Факторы религиозной толерантности (по материалам опроса в мечетях). — М.: ЦЦРИ РАН, 2007.ISBN 978-5-91298-015-2. (em russo)

Entre seus artigos mais importantes estão:
- "Concepts of Culture in Cross-National and Cross-Cultural Perspectives" (World Cultures 12, 2001). (em inglês)
- "Methods of Cross-Cultural Research and Modern Anthropology" (Etnograficheskoe Obozrenie 5, 2002). (em inglês)
- Daria Khaltourina, Andrey Korotayev & William Divale. "A Corrected Version of the Standard Cross-Cultural Sample Database" (World Cultures 13/1, 2002). (em inglês)
- Russian Demographic Crisis in Cross-National Perspective. Russia and Globalization: Identity, Security, and Society in an Era of Change. Ed. by D. W. Blum. Baltimore, MD: Johns Hopkins University Press, 2008. P. 37-78. (em inglês)
- Khaltourina, D. A., & Korotayev, A. V. 'Potential for alcohol policy to decrease the mortality crisis in Russia', Evaluation & the Health Professions, vol. 31, no. 3, Sep 2008. pp. 272–281. (em inglês)
- A Trap At The Escape From The Trap? Demographic-Structural Factors of Political Instability in Modern Africa and West Asia. Cliodynamics 2/2 (2011): 1–28 (with Andrey Korotayev and others). (em inglês)
- Khaltourina, Daria, and Andrey Korotayev "Effects of Specific Alcohol Control Policy Measures on Alcohol-Related Mortality in Russia from 1998 to 2013." Alcohol and Alcoholism 50/5 (2015): 588–601. (em inglês)
- Distilled spirits overconsumption as the most important factor of excessive adult male mortality in Europe. Alcohol and Alcoholism, 53(6) (2018), 742–752. (inglês)